# Película de 70 mm

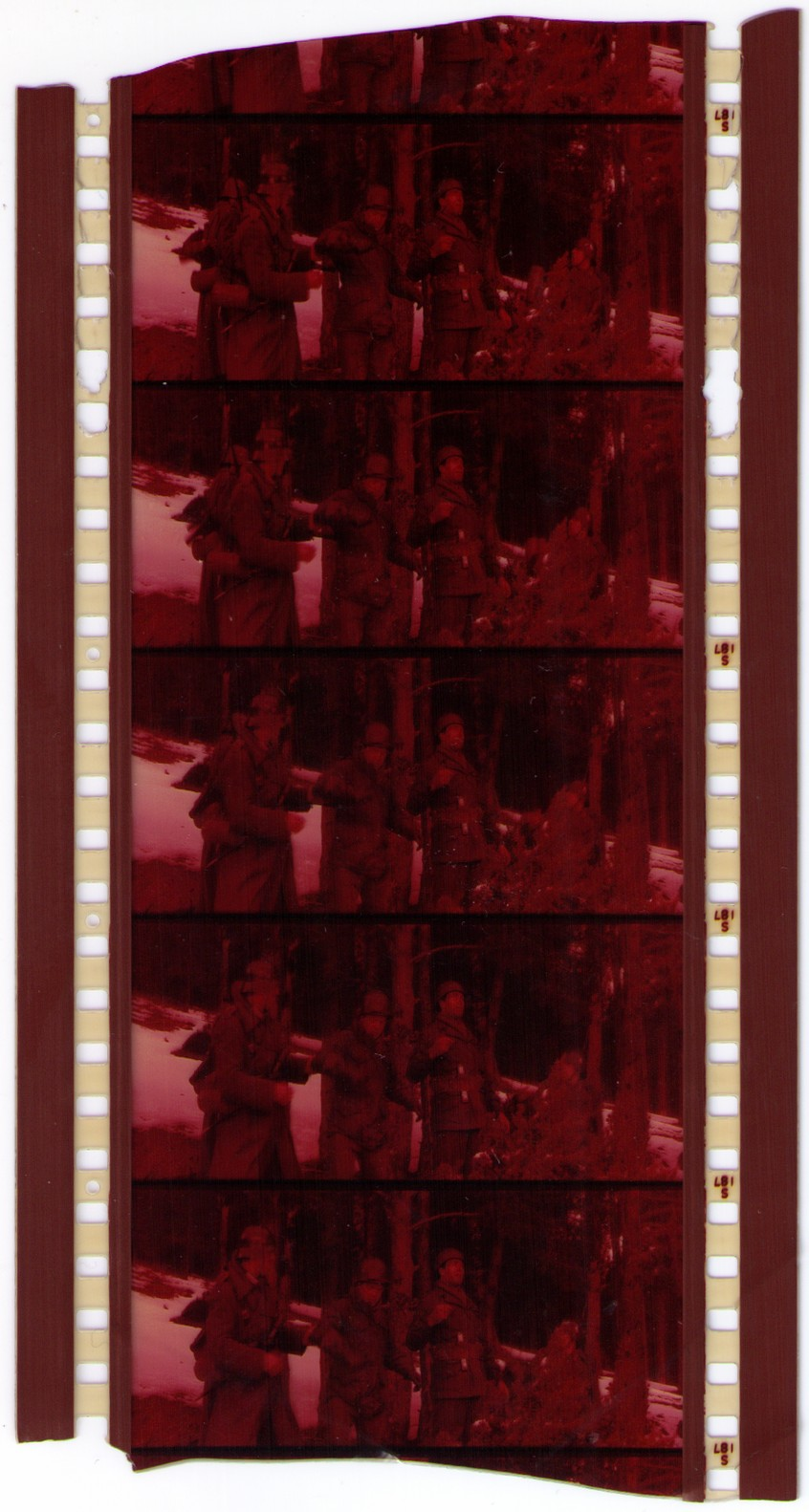
Película en positivo de 70 mm desvanecida con 4 bandas magnéticas que contienen sonido estéreo en 6 canales

La película de 70 mm (o 65 mm) es un tamaño de película de alta resolución para fotografía fija y cine, con mayor resolución que el formato de película cinematográfica estándar de 35 mm. Como se utiliza en las cámaras, la película es de 65 mm. Para la proyección, la película de 65 mm original se imprime en película de 70 mm. Los 5 mm adicionales son para 4 bandas magnéticas que contienen seis pistas de sonido. Aunque más adelante impresiones de 70 milímetros utilizan codificación de sonido digital, la gran mayoría de las impresiones sobrevivientes en 70 mm existentes son anteriores a esta tecnología. Cada cuadro tiene cinco perforaciones de alto, con una relación de aspecto de 2.20:1. La gran mayoría de los cines son incapaces de manejar películas de 70 mm así que las películas originales se muestran utilizando impresiones en CinemaScope/Panavision de 35 mm con relación de aspecto común de 2.35:1, o en los últimos años, por medio de proyectores digitales.

## Historia
Las películas con una anchura de 70 mm han existido desde los inicios de la industria del cine. El primer metraje filmado hecho con una película en formato de 70 mm fue probablemente una grabación de la regata de Henley que fue proyectada en 1896 y 1897, pero que pudo ser filmada en 1894. La proyección requería un proyector especialmente construido por Herman Casler y tenía una relación similar a la del fotograma completo, con una apertura de 70 mm por 51 mm. También hubo varios formatos de película de varios tamaños, desde 50 a 68 mm, que se desarrollaron a partir de 1884, incluyendo Cinéorama (que no debe confundirse con el formato Cinerama), utilizado en primer lugar por Raoul Grimoin-Sanson. En 1914, el italiano Filoteo Alberini, inventó un sistema de película panorámica que utilizaba la película de 70 mm llamado Panorámica.

### Fox Grandeur
Artículo principal: Grandeur
En 1928, William Fox, de Fox Film Corporation, en asociación con Theodore Case como Fox-Case Corporation, comenzó a trabajar en un formato de película ancho utilizando una película de 70 mm a la que llamaron Grandeur. Las cámaras le fueron solicitadas a Mitchell Camera Corp. por parte de Fox-Case, obteniendo las cámaras llamadas Mitchell Model FC en mayo de 1929. Este fue solo uno de toda la serie de sistemas de película ancha desarrollados por algunos de los principales estudios de cine en esos tiempos. Sin embargo, debido a las tensiones financieras de la Gran Depresión, junto con el hecho de que los propietarios de las salas de cine estaban en proceso de equipar sus cines para el cine sonoro, ninguno de estos sistemas tuvo éxito comercial. Fox dejó de utilizar Grandeur en 1930.

### Todd-AO
Artículo principal: Todd-AO Process
El productor Mike Todd fue uno de los fundadores de Cinerama, un formato de cine de pantalla ancha que se lanzó en 1952. Cinerama empleaba tres proyectores de película de 35 mm que se ejecutaban en sincronía para proyectar una imagen amplia (2.6:1) en una pantalla curvada. Aunque los resultados fueron impresionantes, el sistema era costoso, engorroso y presentaba deficiencias graves debido a la necesidad de unir tres imágenes proyectadas por separado. Todd abandonó la empresa para desarrollar un sistema propio que, según esperaba, sería tan impresionante como Cinerama, pero sería más simple y más barato y evitaría los problemas asociados con la proyección en tres tiras.
En colaboración con la compañía estadounidense Optical, Todd desarrolló un sistema que se llamaría "Todd-AO". Este sistema usa una sola película de 70 mm de ancho y se introdujo con la película Oklahoma! en octubre de 1955. Con un sistema desplegable de cinco perforaciones, el sistema Todd-AO proporciona una dimensión de cuadro de 48,56 mm por 20,73 mm con una relación de aspecto de 2,3: 1.
La versión original de Todd-AO utilizaba una velocidad de fotogramas de 30 por segundo, un 25 % más rápido que los 24 fotogramas por segundo que era (y sigue siendo) el estándar; esto se cambió después de la segunda película, "Around the World in 80 Days", debido a la necesidad de producir impresiones en un formato reducido de 35 mm del negativo Todd-AO de 65 mm. El formato Todd-AO fue originalmente pensado para usar una pantalla curvada tipo Cinerama, pero no sobrevivió más allá de las primeras películas. Sin embargo, en las décadas de 1960 y 1970, se proyectaron películas como The Sound of Music (que había sido filmada en Todd-AO) y Patton (que había sido filmada en un proceso imitador conocido como Dimension 150) en algunos cines Cinerama, que fue posible debido a que tenían la pantalla curvada
Todd-AO adoptó un sistema de sonido magnético multicanal similar al desarrollado por Cinemascope dos años antes, grabado en "franjas" de óxido magnético que se encontraban en la película. Sin embargo, Todd-AO tiene seis canales en lugar de los cuatro de Cinemascope y debido a las rayas más amplias y la velocidad de la película más rápida proporciona una calidad de audio superior. Cinco de estos seis canales alimentan a cinco altavoces dispuestos detrás de la pantalla, y el sexto alimenta a los altavoces envolventes dispuestos en las paredes de la sala de cine.

### Panavision y el formato de 65/70 mm
Artículo principal: Super Panavision 70 y Ultra Panavision 70
Panavision desarrolló su propio sistema de 65/70 mm, que era compatible y prácticamente idéntico al sistema Todd-AO. Súper Panavision 70 usaba lentes esféricos y la misma relación de aspecto de 2.20:1 a 24 fotogramas por segundo. Panavision tenía también el sistema Ultra Panavision 70, que surgió del sistema MGM Camera 65, que ayudaron a desarrollar para MGM, que se utilizó para filmar el Condado de Raintree y Ben-Hur. Tanto Ultra Panavision 70 como MGM Camera 65 emplearon una lente anamórfica con una compresión de 1.25x en un negativo de 65 mm (a diferencia de CinemaScope de 35 mm, que utilizaba una compresión 2x, o Technirama de 35 mm y película horizontal de 8 perforaciones que utilizaba una compresión de 1.5x). Cuando se proyectaba en una película de 70 mm, se usaba una lente de proyección anamórfica de 1,25x para descomprimir la imagen a una relación de aspecto de 2,76:1, una de las más amplias en el cine comercial.

## Declive
Debido a los altos costes de las películas en 70 mm y al costoso sistema de proyección y pantalla requeridos para su uso, la distribución de los filmes en este formato fue muy limitada, aunque, en muchos casos, esto no acusó directamente a la distribución de dichos filmes, ya que muchos de ellos, grabados inicialmente en películas de 70 mm, fueron relanzados en formato de 35 mm también. Películas como South Pacific (1958), Lawrence de Arabia (1962), My Fair Lady (1964) y The Sound of Music (1965), fueron inicialmente concebidas en 70 mm, pero posteriormente relanzadas en formato de 35 mm.

### Ampliaciones
Durante la década de 1970, el uso de la película de 70 mm para la fotografía original se redujo notablemente. Sin embargo, algunas veces se hicieron ampliaciones de 70 mm de filmes hechos originalmente en película de 35 mm para proyecciones de prestigio. Este proceso se hizo con películas como Camelot (1967), Oliver (1968), Cromwell (1970) y El violinista en el tejado (1971). Estas ampliaciones no tenían la nitidez y la calidad de una película original de 70 mm, pero estas impresiones más grandes permitían una imagen más brillante en pantallas muy grandes y eran más estables cuando se proyectaban. Además, las impresiones en 70 mm también tenían una mejor calidad de sonido que en la que ese momento era posible conseguir con la película de 35 mm. Sin embargo, estas ampliaciones raramente usaban los seis canales de sonido completos que usaba el sistema Todd-AO, por ejemplo. En su lugar usaban las mezclas de 4 pistas hechas en impresiones de 35 mm, siendo los altavoces adicionales mitad-izquierda y mitad-derecha del diseño Todd-AO alimentados con una combinación simple de las señales destinadas a los altavoces adyacentes (conocida como "propagación", "spread" originalmente) o simplemente dejados en blanco. Sin embargo, si se proyectaba una película en un cine de formato Cinerama, se utilizaba su propio sistema de sonido. A partir de 1976, muchas impresiones de 70 mm usaron reducción de ruido Dolby en las pistas magnéticas, pero Dolby desaprobó la "propagación" y en su lugar reasignó las 6 pistas disponibles para proporcionar canales de pantalla a la izquierda, en el centro y a la derecha, canales envolventes a izquierda y derecha y un canal para mejorar la baja frecuencia, mejorando así el sonido de los bajos a baja frecuencia. Este diseño se conoció como el 5.1 (por los 5 canales de sonido comunes, más el canal adicional que mejora los sonidos de baja frecuencia) y posteriormente fue adoptado para los sistemas de sonido digital utilizados con las películas de 35 mm.
En la década de 1980, el uso de estas ampliaciones aumento con un gran número de impresiones en películas de 70 mm, que conformaros algunos de los éxitos de taquilla de la época, como las impresiones en 70 mm hechas de El Imperio contraataca (1980). Sin embargo, a principios de la década de 1990 surgieron los sistemas de sonido digital (Dolby Digital, DTS y SDDS) para impresiones de 35 mm, lo que significaba que las películas en formato de 35 mm igualaban la calidad de sonido de las películas en 70 mm a un conste considerablemente inferior. Debido al auge de los cines multisala, el público veía las películas cada vez en pantallas más pequeñas, en detrimento de las antiguas grandes salas de cine, lo que significaba que el formato de película de 70 mm volvió a perder popularidad. El sistema digital de sonido en disco DTS fue adaptado para su uso con película de 70 mm, ahorrando así los costes significativos que suponían las bandas magnéticas, pero aun así, el ahorro que esto suponía no fue suficiente para frenar el declive, algo que produjo que cada vez fuesen menos frecuentes las impresiones en 70 mm.

### Uso en la actualidad
A finales del siglo XX, el uso de la película de 70 mm se redujo considerablemente, en parte debido al alto coste de la obtención de material filmado en película de 70 mm, así como por el coste de su procesamiento. Algunas de las pocas películas desde 1990 filmadas completamente en formato de 70 mm (65 mm si quitamos el espacio para el sonido), son Hamlet (1996), Baraka (1992) y su secuela Samsara (2011), The Master (2012), The Hateful Eight (2015), Dunkerque (2017) (aproximadamente un 75 % del filme, casi 80 minutos, está rodado en película IMAX de 70 mm, el resto se filmó en película normal de 70 mm) y Murder on the Orient Express (2017). Otras películas usaron cámaras para rodar en película de 70 mm para ciertas escenas seleccionadas o efectos especiales. Algunas de estas películas son El nuevo mundo (2005) The Dark Knight (2008) (con 28 minutos de metraje IMAX), Inception (2010), The Dark Knight Rises (2012) (más de una hora en IMAX), Interstellar (2014), Asesinato en el Orient Express (2017) y Muerte en el Nilo (2022).
Hoy en día la mayoría de salas de cine de todo el mundo se ha convertido en un sistema de proyección digital, eliminando en gran medida los proyectores de películas de 70 mm, aunque las proyecciones de 70 mm han conservado un sector del mercado entre los aficionados cinéfilos, debido a la experiencia visual que ofrecen, razón por la cual cada vez son más las salas que ofrecen este tipo de formato cinematográfico, que está experimentando un claro resurgimiento.
Hay ciertos festivales de cine en 70 mm que han tenido lugar en The Somerville Theatre en Somerville, Massachusetts, The Music Box Theatre en Chicago, Ilinois y Cinerama en Seattle, Washington.

### Cámaras de 70 mm Digitales
Hay tres tipos de cámaras de cine digital con capacidad de grabar en 65 mm, la Phantom 65, el Arri Alexa 65 y la Cámara Digital IMAX 2D. Phil Kroll de Otti International desarrolló el primer sistema de transferencia de tele-cine de 65/70 mm del mundo.

### Ámbito Doméstico
Para la visualización de cine en aparatos domésticos, televisión principalmente, el VHS y el DVD no ofrecían la resolución suficiente para llevar la calidad de imagen completa capturada en una película de 70 mm, y las transferencias de filmes a formato VHS y DVD generalmente se hacían reduciendo el formato a película de 35 mm. El formato Blu-Ray de alta definición, en cambio, es fiel a la calidad de las producciones en película de 70 mm.[cita requerida]

## Usos de la película de 70 mm

### Ultra Panavision
El uso de lentes anamórficas combinado con una película de 70 mm permitió que se utilizaran relaciones de aspecto extremadamente amplias a la vez que permitían preservar la calidad. Esta técnica se usó en la película Raintree Country (1957), obtuvo mucho éxito cuando se utilizó en Ben-Hur (1959) y en la actualidad en The Hateful Eight (2015), que se filmó utilizando la MGM Camera 65, consiguiendo una relación de aspecto de 2,76:1. El proceso requirió de una lente anamórfica de 1,25x para comprimir horizontalmente la imagen, comportando que en los proyectores utilizados para su visionado se requiriera una lente correspondiente para descomprimirla.

### Efectos especiales
El uso limitado de la película de 70 mm se revivió a finales de la década de 1970 para algunas secuencias de efectos visuales en películas como Close Encounters of the Third Kind (1977), principalmente porque con el negativo más grande de la película de 70 mm se podía hacer un mejor trabajo que con la película de 35 mm a la hora de disminuir el grano de la imagen visible durante la composición óptica. Desde la década de 1990, algunas películas, como Spider-Man 2 (2004), lo han utilizado para este fin, pero el uso de medios digitales para la composición ha disminuido las necesidades de su uso. El tratamiento de la imagen con medios digitales ofrece otros beneficios, como un coste menor, así como una mayor gama de lentes y accesorios disponibles para garantizar un aspecto uniforme en el film.

### IMAX
Artículo principal: IMAX
Es una variante horizontal de 70 mm, con un área de imagen aún más grande, se utiliza para el formato IMAX de alto rendimiento, que utiliza un marco de 15 perforaciones de ancho en una película de 70 mm. Los sistemas Dynavisión y Astrovisión utilizan, cada uno, menos película por cuadro y un menú desplegable vertical para ahorrar costes de impresión y poder proyectar en una pantalla IMAX. Ambos formatos son extraños de encontrar, Astrovisión, por ejemplo, es ampliamente utilizado en planetarios japoneses. En la película Interstellar (2014), se filmó una cantidad significativa en formato IMAX. Otras escenas fueron rodadas en película de 35 mm o en formato estándar, es decir, vertical, en película de 70 mm. IMAX introdujo un sistema de proyección digital a finales de la década de 2000, provocando que la mayoría de cines IMAX se pasaran a la configuración digital

### Primeros usos de la película de 70 mm en 3D
La primera presentación comercial de un proyector en 3D que proyectara película de 70 mm fue en 1967, con la película Con la muerte a la espalda (1967), que utilizó un proceso llamado Hi-Fi Stereo 70, basado en una simplificación de un proceso soviético llamado Stereo-70. Este proceso capturaba dos imágenes anamórficas, una para cada ojo, una al lado de la otra sobre una película de 70 mm. Una lente especial en un proyector de 70 mm fusionaba las dos imágenes en la pantalla. El relanzamiento en 1971 de House of Wax (1953) por Warner Bros. utilizó el formato side-by-side StereoVisión y fue distribuida de dos formas, comprimida anamórficamente en una película de 35 mm y una versión de lujo no anamorfica en película de 70 mm. El sistema fue desarrollado por Allan Silliphant y Chris Condon de StereoVisión International Inc., que manejó todos los aspectos técnicos y de marketing con una licencia compartida de 5 años con la compañía Warner Bros.. La imagen en pantalla grande de 3D era brillante y clara, con todos los problemas previos, de sincronización y brillo del 3D tradicional de la película de 35 mm, eliminados. Aun así, pasaron muchos años antes de que IMAX comenzara a plantear el formato para una pantalla grande en 3D y vendiese el concepto a los ejecutivos de Hollywood.

### IMAX 3D
Hollywood ha lanzado filmes realizados en película de 35 mm a la vez que versiones de IMAX del mismo film. Muchas películas en 3D se proyectaron en formato IMAX de 70 mm con mucho éxito. Por ejemplo, The Polar Express (2004) en formato IMAX 3D en 70 mm obtuvo 14 veces más recaudación por pantalla que la versión que se estrenó simultáneamente de la película en 2D y en película de 35 mm.
En 2011, IMAX presentó una cámara digital 3D con dos núcleos Phantom 65. La cámara se ha utilizado para documentales así como para películas de Hollywood, la primera fue Transformers: Age of Extintion (2014).

### Omnivision Cinema 180
Omnivision empezó en Sarasota, Florida. Este tipo de salas de proyección fueron diseñadas para competir con OMNIMAX, pero con costes, tanto de inicio como de operación, mucho más bajos. La mayoría de estas salas de proyección fueron construidas en estructuras con forma de cúpula de tela diseñadas por Seaman Corporation. Los últimos teatros Omnivisión que existen en Estados Unidos son The Alaska Experience Theatre, en Anchorage, Alaska, construido en 1981 (cerrado en 2007, reabierto en 2008) y Hawái Experience Theatre en Lahaina, Hawái (cerrado en 2004). Rainbow's End (Parque temático), en Nueva Zelanda, tuvo la única atracción permanente de Omnivisión Cinema 180 hasta mayo de 2015, que fue demolida.
Uno de los pocos productores de películas de 70 mm para Omnivision Cinema 180 fue la compañía alemana Cinevision (hoy en día conocida como AKPservices GmbH, Paderborn)

## Especificaciones técnicas

### Película de 70 mm estándar (Todd-AO,[13]Super Panavision)
- Lentes esféricas
- 5 perforaciones por fotograma
- 42 fotogramas por metro
- 34,29 metros por minuto
- Arrastre vertical
- 24 fotogramas por segundo
- Apertura de la cámara: 52,63 mm x 23,01 mm
- Apertura de proyección: 48,56 mm x 22,10 mm
- 305m (9 minutos aproximadamente a 24 fotogramas por segundo) daban un peso de 4,5 kg por lata de película
- Relación de aspecto: 2.20:1

### Ultra Panavision 70 (MGM Camera 65)
Artículo principal: Ultra panavision 70
Los aspectos técnicos de este formato son iguales a los de la película de 70 mm estándar salvo por unas excepciones:
- Apertura de proyección: 48,59 mm x 22,05 mma
- Las lentes de la MGM Camera 65, construidas por Panavisión, empleaban un accesorio anamórfico con doble prisma de cuña en forma cuadrad delante de una lente de objetivo esférica. En la época de Mutiny on the Bounty (1962), Panavisión había desarrollado un nuevo conjunto de lentes Ultra Panavisión 70 que utilizaban un elemento anamórfico cilíndrico de alta calidad frente a la lente del objetivo. Estas nuevas lentes eran muy superiores a los prismas anamórficos, eran más ligeros, transmitían más luz y sufrían menos distorsión esférica y cromática.
- La compresión de 1,25x podía proyectar una relación de aspecto de 2.76:1

### Showscan
Artículo principal: Showscan
Los aspectos técnicos de este formato son iguales a los de la película de 70 mm estándar salvo por unas excepciones:
- 60 fotogramas por segundo

### IMAX
- Lentes esféricas
- Película de 70 mm
- 15 perforaciones por fotograma
- Arrastre horizontal, con movimiento de bucle rodante de derecha a izquierda
- 24 fotogramas por segundo
- Apertura de la cámara: 70,41 mm x 52,63 mm
- Apertura de proyección: como mínimo 2 mm menos que la apertura del eje vertical de la cámara, y como mínimo 0,41 mm menos del eje horizontal de la cámara.
- Relación de aspecto: 1.43:1
- DMR (Digital Media Remastering) aspect ratio 1.89:1, 2.39:1

### Imax Dome / OMNIMAX
Los aspectos técnicos de este formato son iguales a los de IMAX salvo por unas excepciones:
- Lente de Ojo de Pez
- Lente centrada ópticamente a 9,4 mm por encima del eje central de la película y proyectado en forma elíptica en una pantalla domo (cúpula), 20° por debajo y 110° por encima de los espectadores, que se encuentran en un eje central.

### Omnivision Cinema 180
Los aspectos técnicos de este formato son iguales a los de la película de 70 mm estándar salvo por unas excepciones:
- Lentes de Ojo de Pez
- Proyección en una pantalla de 180 grados en forma de cúpula

### Dynavision
- Lente de Ojo de Pez o lentes esféricas, dependiendo de si la proyección iba a ser en una pantalla en forma de cúpula o no
- Arrastre vertical
- 24 o 30 fotogramas por segundo
- Apertura de la cámara: 52,83 mm x 37,59 mm

### Astrovision
- Arrastre vertical
- Impresión normal desde un negativo de OMNIMAX
- Proyección en pantalla en forma de cúpula
- Uso prácticamente limitado hoy en la actualidad a Planetarios Japoneses
- Único formato de 70 mm sin sonido